# Semidispositiv lag
En semidispositiv lag är en lag som kan avtalas bort eller inskränkas på vissa förutbestämda sätt. Även enskilda bestämmelser i en lag kan vara semidispositiva.

## Svensk lagstiftning
Exempel på semidispositiva bestämmelser i svensk lag är delar av Lagen om anställningsskydd (LAS), som bland annat möjliggör att göra avvikelser från LAS turordningsregler genom kollektivavtal.